# Stephen Smale
Stephen Smale, född 15 juli 1930 i Flint, Michigan, är en amerikansk matematiker. Smale har framförallt varit verksam inom topologi och teorin för dynamiska system. Han belönades med Fieldsmedaljen 1966 samt Wolfpriset 2006/7. 
Några av hans mer kända resultat är inom topologi beviset för Poincarés förmodan för dimensioner större än 4 och inom dynamiska system det som senare kom att kallas Smales hästsko. Smale listade kring millennieskiftet 18 olösta problem för matematiker att tampas med under det kommande århundradet. Av dessa har bland andra Poincarés förmodan bevisats av Grigorij Perelman. Ett annat problem rörande Lorenzattraktorn löstes 2001 av Warwick Tucker.